# Alberto Giglioli
Alberto Giglioli (Buonconvento, 4 febbraio 1924 – Siena, 3 gennaio 2005) è stato un vescovo cattolico italiano.

## Biografia
Nacque a Buonconvento, in provincia e arcidiocesi di Siena, il 4 febbraio 1924.

### Formazione e ministero sacerdotale
Compì l'iter formativo in preparazione al sacerdozio presso il seminario arcivescovile di Siena.
Il 29 giugno 1947 fu ordinato presbitero dall'arcivescovo metropolita di Siena Mario Toccabelli.
Dopo l'ordinazione continuò i suoi studi teologici al Pontificio Istituto Biblico di Roma, presso cui si specializzò in sacra scrittura. Ritornato nell'arcidiocesi natale, fu docente di teologia dogmatica e sacra scrittura al seminario interdiocesano, di cui nel 1967 fu nominato rettore. Al contempo fu anche parroco di Monsindoli e Ginestreto, delegato vescovile dell'Azione Cattolica e animatore del "Centro studi di San Donato", nato per curare la preparazione teologica e spirituale della gioventù.
Il 22 ottobre 1966 fu insignito del titolo onorifico di cameriere segreto soprannumerario da papa Paolo VI.

### Ministero episcopale
Il 24 aprile 1970 papa Paolo VI lo nominò vescovo titolare di Bitilio e ausiliare di  Mario Jsmaele Castellano, arcivescovo metropolita di Siena e amministratore apostolico di Chiusi e Pienza, di Colle di Val d'Elsa, di Montalcino e di Montepulciano. Il 13 giugno seguente ricevette l'ordinazione episcopale, nella cattedrale di Santa Maria Assunta a Siena, per imposizione delle mani dello stesso monsignor Castellano, co-consacranti il vescovo titolare di Mazaca Renato Spallanzani e il vescovo di Prato Pietro Fiordelli. Venne destinato alla cura pastorale della diocesi di Montepulciano.
Il 7 ottobre 1975 fu nominato vescovo di Montepulciano e di Chiusi e Pienza, sedi che vennero così unite in persona episcopi. L'11 novembre successivo fu ricevuto in udienza dal presidente della Repubblica Italiana Giovanni Leone per prestare il giuramento previsto dal concordato allora in vigore.
Il 30 settembre 1986, con il decreto Instantibus votis della Congregazione per i vescovi, fu sancita l'unione piena delle diocesi affidategli; divenne così il primo vescovo di Montepulciano-Chiusi-Pienza.
Durante i trent'anni di ministero episcopale si adoperò attivamente per i giovani, promosse l'Azione Cattolica e compì numerose visite pastorali alle parrocchie.
Il 25 marzo 2000 papa Giovanni Paolo II accolse la sua rinuncia, presentata per raggiunti limiti di età, al governo pastorale della diocesi; gli succedette Rodolfo Cetoloni. Rimase amministratore apostolico fino all'ingresso del successore, avvenuto il 4 giugno seguente. Da vescovo emerito si ritirò a Siena.
Morì il 3 gennaio 2005, all'età di 80 anni, presso il policlinico universitario di Siena. Dopo le esequie, celebrate nella cattedrale di Montepulciano il 5 gennaio, fu sepolto nella cappella del clero nel cimitero di Santa Chiara a Montepulciano. In seguito la salma fu trasferita nella cappella di San Gaetano da Thiene della cattedrale poliziana.

## Genealogia episcopale
La genealogia episcopale è:
- Cardinale Scipione Rebiba
- Cardinale Giulio Antonio Santori
- Cardinale Girolamo Bernerio, O.P.
- Arcivescovo Galeazzo Sanvitale
- Cardinale Ludovico Ludovisi
- Cardinale Luigi Caetani
- Cardinale Ulderico Carpegna
- Cardinale Paluzzo Paluzzi Altieri degli Albertoni
- Papa Benedetto XIII
- Papa Benedetto XIV
- Cardinale Enrico Enriquez
- Arcivescovo Manuel Quintano Bonifaz
- Cardinale Buenaventura Córdoba Espinosa de la Cerda
- Cardinale Giuseppe Maria Doria Pamphilj
- Papa Pio VIII
- Papa Pio IX
- Cardinale Alessandro Franchi
- Cardinale Giovanni Simeoni
- Cardinale Antonio Agliardi
- Cardinale Basilio Pompilj
- Cardinale Adeodato Piazza, O.C.D.
- Arcivescovo Mario Jsmaele Castellano, O.P.
- Vescovo Alberto Giglioli

## Opere
- Alberto Giglioli, Scritti biblici, Cantagalli, ISBN 9788882725266.